# Stolnica Samtavisi
Samtavisi (gruzijsko: სამთავისი) je gruzijska pravoslavna stolnica iz 11. stoletja na vzhodu Gruzije, v regiji Šida Kartli, približno 45 km od glavnega mesta Tbilisija, blizu vasi Igoeti. Stolnica je zdaj eno izmed središč eparhije Samtavisi in Gori Gruzinske pravoslavne cerkve. Cerkev je tipičen primer in utemeljitelj gruzijske interpretacije križnih cerkva. Zgrajena je bila v obdobju dekorativnega in umetniškega razcveta v gruzijski arhitekturi. Je izjemna zaradi lepote proporcev in izpopolnjenosti rezbarjenja na fasadah. Od 24. oktobra 2007 je vpisana na poskusni Unescov seznam svetovne dediščine.

## Zgodovina
Stolnica stoji na levem bregu reke Lehura, približno 11 km od mesta Kaspi. Po gruzijski tradiciji je prvi samostan na tem mestu ustanovil asirski misijonar Isidore leta 572 in je bil pozneje v 10. stoletju obnovljen. Nobena od teh stavb ni ohranjena. Najstarejše obstoječe strukture segajo v 11. stoletje, glavna stavba pa je bila zgrajena leta 1030, kar je razkril zdaj že izgubljeni kamniti napis. Stolnico je zgradil lokalni škof in spreten arhitekt Hillarion Samtavneli, sin Vane Kančelija, ki je tudi avtor bližnje cerkve Ašuriani. Stolnico je močno poškodoval niz potresov, ko so se podrli kupola in delno zahodna stena ter stebri. Glede na napis na zahodni fasadi nad oknom, ki pravi »Sekundarni graditelj templja je bila hči kralja kraljev in žena Amilahorja, Gajane«, je bila stolnica prvič delno obnovljena v 15.-16. stoletju. Plemiška gruzijska družina Amilahvari je imela pomembno vlogo v zgodovini cerkve. Leta 1679 sta Givi Amilahvari in njegova žena naročila nove freske, ki jih je naslikal samtavisijski škof Meliton, kar je dokumentirano z napisom na freski v apsidi. Ponovno jo je rekonstruiral arhitekt Ripardi v 19. stoletju, ko se je del okraskov izgubil, na primer, eden od dveh grifinov na vzhodni fasadi. Mojstrsko okrašena vzhodna fasada je edini preživeli originalni del stavbe. Druge spremembe so bile odstranitev portalov in širitev in poglabljanje povezav med fasadnimi kamnitimi bazami.

## Arhitektura
Stolnica Samtavisi ima obliko podaljšanega pravokotnega križnega tlorisa, s kupolo podprto s štirimi slopi. Prikazuje gruzijsko razlago oblike kvadratnega križa, ki je bila zgled mnogim cerkvam, ki so bile zgrajene v času srednjeveške Gruzije. Trenutno ima samo južni portal, verjetno pa je imela tudi severnega in zahodnega. Kupola počiva na štrlečih delih oltarja in dveh prostih slopih. V nasprotju z zgodnejšimi gruzijskimi cerkvami je tambur kupole višji in s stožčasto streho. Rekonstruiran kupolasti tambur je nesorazmerno ozek. Ima dvanajst oken, sedem je resničnih, ostalih pet je slepih. Njihova prvotna ornamentika, ki je trenutno na zahodni fasadi, je bila bogatejša kot pozneje rekonstruirana. Osrednja oltarna apsida, oltar in zakristija so v vzhodnem delu. Osrednja ladja je skozi arkado povezana s stranskima ladjama v zahodnem delu.
Zunanjost odlikuje liberalna uporaba okrasnih slepih arkad. Apside ne štrlijo, vendar je njihov notranji položaj zaznamovan z globokimi vdolbinami v steni. Umetniško je najbolj zaokrožen del cerkve njena petločna vzhodna fasada, ki jo obvladujeta dve niši in jo poživi drzno okrašen križni motiv, ki je harmonično nadaljevanje dinamičnih arkad. Osrednja os fasade ima visok križ, okrašeno okno in precej značilen motiv dveh rombov, kopiranih v kasnejših cerkvah. Najbolj izpopolnjena dekoracija je relief grifina v desnem loku. Arkade se širijo tudi na stranskih fasadah. Južna fasada ima ostanke portala. Zahodna fasada je ravna z dvema oknoma. Njuna ornamentika je bila prej na nekdanji kupoli in na steni izgleda precej neharmonično. Na zahodni in vzhodni fasadi so napisi, ki pripovedujejo o letu gradnje in arhitektu ter poznejši obnovi.

## Freske
Prvotne freske iz 11. stoletja, ki jih najdemo pod apsidnim ometom, so precej fragmentarne. Freske iz 17. stoletja, manj monumentalne in manj podrobne kot starejše, so v kupoli in apsidi. Freska v kupoli prikazuje Kristusa Pantokratorja s šestimi krilatimi serafini in evangelisti. Preroke najdemo med tamburjem in Marijo z Jezusom med njimi; pod okni so nadangeli. Tradicionalna Deesis je upodobljena v oltarni školjki. V zgornjem delu apside najdemo več figuralno evharistijo, pod njo so škofe z odprtimi svitki in diakoni. Prevladujoče barve so temno rjava, modra, rumena in temno siva .

## Galeríja
- Bas relief grifina.
- Prvi krščanski kralj Mirian III. in njegova žena v stolnici Samtavisi.
- Kristjani, ki so jih Mongoli vrgli v reko Kuro, so se odrekli svoji veri.
- Ukrivljen Kristus na križu (šola Svan) v stolnici Samtavisi.

## Drugi objekti
Nad glavno cerkvijo je v kompleksu Samtavisi še hudo poškodovana dvonadstropna škofovska rezidenca, majhna cerkev (5,8 x 3,2 m) in trinadstropni zvonik (5,7 x 7,3 m), pritrjen na 3-5 m visoko ograjo iz kamna in opeke. Zvonik, vgrajen v severno steno, sega v 16. do 17. stoletje. V pritličju so vrata, v nadstropju so bili stražarji, v zgornjem pa zvon. Vse druge strukture so iz 17. do 18. stoletja. Prvotno obzidje, ki je obdajalo stolnico, ni ohranjeno. Trenutna stena vključuje zaobljen stolp s polkrožnimi cinami.